# 장기동 (대구)
장기동(長基洞)은 대구광역시 달서구의 법정동·행정동이다.
본래 동명은 성서1동이었으며, 1996년에 장기동으로 개칭한 후에는 산하 법정동으로 장기동과 장동 외에 용산동까지 관할해 오다가 2003년 3월 31일에 용산동을 행정동으로 분리했다.
법정동 장기동의 일부는 용산동의 관할이고, 행정동은 장기동 일부와 장동을 관할한다.

## 시설
- 달서아트센터(구 웃는얼굴아트센터, 달서구 첨단문화회관)

## 교육
- 장기초등학교
- 장동초등학교
- 장성초등학교
- 대구전자공업고등학교

## 주거

### 아파트
| 단지명               | 건설사                                             | 시행사                                             | 주소             | 입주       | 비고     |
| -------------------- | -------------------------------------------------- | -------------------------------------------------- | ---------------- | ---------- | -------- |
| 장기 파랑새마을      | ㈜우방 ㈜청구 ㈜화성개발 ㈜미주실업 ㈜평광주택건설 | ㈜우방 ㈜청구 ㈜화성개발 ㈜미주실업 ㈜평광주택건설 | 달서구 한들로 70 | 2000년 7월 |          |
| 장기 초록나라        | ㈜영남건설 ㈜우방 ㈜동서개발                       | ㈜동서개발                                         | 달서구 한들로 55 | 2000년 7월 |          |
| 장기 영남네오빌 파크 | ㈜영남건설                                         | ㈜영남건설                                         | 달서구 한들로 36 | 2004년 4월 |          |
| 장기 누림타운        | ㈜서한 ㈜흥산건설                                  | 대구도시공사                                       |                  | 2002년 7월 |          |
| 장기주공             | 성일건설                                           | 대한주택공사                                       | 달서구 용산로 88 | 2005년 5월 | 국민임대 |